# Comisión Nacional para la Mejora Continua de la Educación
La Comisión Nacional para la Mejora Continua de la Educación (MEJOREDU) era un órgano constitucional depositario del Sistema Educativo Nacional (SEP). Su función era contribuir a garantizar la excelencia y la equidad de los servicios educativos prestados por el Estado y los particulares con autorización o con reconocimiento de validez oficial de estudios, para contribuir al desarrollo integral del educando. 
Fue creada el 1 de octubre de 2019, durante el gobierno de Andrés Manuel López Obrador, como un organismo público descentralizado, no adscrito a ningún sector, con autonomía técnica, operativa, presupuestaria, de decisión y de gestión, además de contar con personalidad jurídica y patrimonio propio. 

## Historia
La comisión se originó tras la reforma al artículo tercero constitucional en 2019, con el objetivo principal de promover la mejora continua del Sistema Educativo Nacional (SEN). Fue instituida por decreto presidencial, durante el gobierno de Andrés Manuel López Obrador.
La MEJOREDU fue creada para sustituir al Instituto Nacional para la Evaluación de la Educación que fue diluido el 15 de mayo del 2019 con el cambio de la Ley General de Educación. 
En su inicio fue encabezada por Etelvina Sandoval Flores, nombrada comisionada, y por Silvia Valle Tépatl, comisionada presidenta. Operó como organismo público de la SEP hasta su disolución.

### Desaparición
El 21 de noviembre del 2024, la Cámara de Diputados aprobó la enmienda con los votos de Morena, Partido del Trabajo (PT) y Partido Verde Ecologista de México (PVEM) alcanzando la mayoría calificada necesaria.
Esta reforma propone modificaciones a 14 artículos de la Constitución, transfiriendo las funciones de diversos organismos autónomos a nuevas dependencias o a entidades ya existentes dentro de la administración pública.
Entre las medidas incluidas en el dictamen aprobado, destaca la desaparición del Instituto Nacional de Transparencia, Acceso a la Información y Protección de Datos Personales (INAI), así como la eliminación de la Comisión Federal de Competencia Económica (Cofece), el Instituto Federal de Telecomunicaciones (IFT), el Consejo Nacional de Evaluación de la Política de Desarrollo Social (Coneval), la Comisión Reguladora de Energía (CRE), la Comisión Nacional de Hidrocarburos y la Comisión Nacional para la Mejora Continua de la Educación (Mejoredu). 

## Funciones
- Realizar estudios, investigaciones especializadas y evaluaciones diagnósticas, formativas e integrales del SEN.

- Determinar indicadores de resultados de la mejora continua de la educación.

- Establecer los criterios que deben cumplir las instancias evaluadoras para los procesos valorativos, cualitativos, continuos y formativos de la mejora continua de la educación.

- Emitir lineamientos relacionados con el desarrollo del magisterio, el desempeño escolar, los resultados del aprendizaje; así como la mejora de las escuelas, organización y profesionalización de la gestión escolar.

- Proponer mecanismos de coordinación entre las autoridades educativas federales y de las entidades federativas, para la atención de las necesidades de las personas en la materia.

- Sugerir elementos que contribuyan a la mejora de los objetivos de la educación inicial, de los planes y programas de estudio de educación básica y media superior, así como para la educación inclusiva y de adultos.

- Generar y difundir información que contribuya a la mejora continua del SEN. [7]